# Bessie Carter
Bessie Beatrice Carter (Londra, 25 ottobre 1993) è un'attrice britannica.

## Biografia
Bessie Carter è nata a Londra, figlia degli attori Imelda Staunton e Jim Carter, e ha studiato recitazione alla Guildhall School of Music and Drama, laureandosi nel 2016. Ha fatto il suo esordio televisivo accanto ai genitori nel 2007 nella serie TV Cranford e dopo aver terminato gli studi ha fatto il suo debutto sulle scene accanto a Glenda Jackson in Re Lear all'Old Vic nel 2016.
Nel 2017 è tornata sul piccolo schermo con la serie Doc Martin, a cui è seguito il ruolo ricorrente di Evie Wilcox in Casa Howard. Nel 2019 ha recitato accanto a Ian McKellen e Helen Mirren nel film L'inganno perfetto e nello stesso anno è tornata all'Old Vic per recitare con il premio Oscar Sally Field in Erano tutti miei figli. Dal 2020 ha interpretato Prudence Featherington nella serie di Netflix Bridgerton.

## Filmografia

### Cinema
- Les Misérables, regia di Tom Hooper (2012)
- L'inganno perfetto (The Good Liar), regia di Bill Condon (2019)

### Televisione
- Cranford - serie TV, 3 episodi (2007-2009)
- Doc Martin - serie TV, episodio 8x3 (2017)
- Casa Howard (Howards End) - miniserie TV, 4 puntate (2017)
- Beecham House - serie TV, 6 episodi (2019)
- Bridgerton - serie TV, (2020 - in corso)
- I Hate Suzie - serie TV, 3 episodi (2022)

## Teatro
- Re Lear di William Shakespeare, regia di Deborah Warner. Old Vic di Londra (2016)
- Baskerville da Arthur Conan Doyle, regia di Loveday Ingram. Liverpool Playhouse di Liverpool (2018)
- Erano tutti miei figli di Arthur Miller, regia di Jeremy Herrin. Old Vic di Londra (2019)
- Dear Octopus di Dodie Smith, regia di Emily Burns. National Theatre di Londra (2024)
- La professione della signora Warren di George Bernard Shaw, regia di Dominic Cooke. Garrick Theatre di Londra (2025)

## Doppiatrici italiane
Nelle versioni in italiano delle opere in cui ha recitato, Bessie Carter è stata doppiata da:
- Barbara De Bortoli in Casa Howard
- Irene Trotta in Bridgerton
- Giulia Santilli in Beecham House